# محوطه دن
محوطه دن مربوط به هزاره سوم قبل از میلاد است و در شهرستان سرباز، بخش مرکزی، دهستان پارود، روستای هاشم‌آباد واقع شده و این اثر در تاریخ ۲۷ اسفند ۱۳۸۷ با شمارهٔ ثبت ۲۶۲۳۲ به‌عنوان یکی از آثار ملی ایران به ثبت رسیده است.